# Napa River Flood Project
Il Napa River Flood Project, propriamente Napa River-Napa Creek Flood Protection Project è un progetto civile dell'USACE nella città di Napa (California), avviato nel 1998 e resosi necessario - nonostante un lungo iter - in seguito a una disastrosa alluvione nel 1986. L'area destinata al progetto include 10km (all'incirca 6 miglia) del fiume Napa dal Butler Bridge sulla State Route 29 a sud fino a Trancas Street a nord. Questa sezione corrisponde al tratto superiore dell'estuario del Napa e in quanto tale è soggetto alle maree. Il progetto, che include anche miglioramenti a un tratto di 1,6 km (un miglio) del Napa Creek, l'affluente principale del Napa, è citato come un nuovo modo di pensare il controllo delle alluvioni per via dei suoi princìpi ispirati a un "fiume vivente".